# Victor Auer
Victor Auer, né le 24 mars 1937 à Santa Ana (Californie) et mort le 3 mai 2011 à Thousand Oaks, est un tireur sportif américain.

## Palmarès

### Jeux olympiques d'été
- Jeux olympiques d'été de 1972 de Munich
  -  Médaille d'argent en carabine couché à 50m[2]